# Bahnhof Bad Krozingen
Der Bahnhof Bad Krozingen ist der wichtigste Bahnhof der Kurstadt Bad Krozingen. Er liegt an der Rheintalbahn und der privaten Münstertalbahn, welche hier seit 1894 ihren Ausgangspunkt hat. Die Adresse des Bahnhofs lautet Bahnhofstraße 1.

## Anlagen

### Gleis- und Bahnsteiganlagen
Der Staatsbahnhof verfügte immer über zwei Bahnsteiggleise mit Außenbahnsteigen, an Gleis 1 als Hausbahnsteig. Neben dem nordwestlichen Gleis 2, ebenfalls mit Seitenbahnsteig, stand der Güterschuppen mit Ladegleis. Er wurde nach Aufgabe der Güterabfertigung entfernt. Auf dem Bahnsteig 2 stand auch das mechanische Stellwerk, welches ebenfalls abgerissen wurde. Nördlich des Personenbahnhofs lagen Abstell- und Überholgleise. Auch die Übergabe zur Nebenbahn war und ist in diesem Bereich. 2014 sind sie bis auf das Übergabegleis zur Münstertalbahn reduziert.
Die Züge der privaten Nebenbahn enden nordöstlich des Empfangsgebäudes neben dem Hausbahnsteig; außerdem war ein Umsetzgleis vorhanden. Das Bahnsteiggleis wird als Gleis 12 bezeichnet. Am Streckenende gab es zunächst eine Drehscheibe, die Mitte der 1930er-Jahre durch eine Weiche ersetzt wurde. Die Abstellgleise lagen etwas nördlicher neben den Staatsbahngleisen. 1977 wurden die Gleisanlagen so umgestaltet, dass Fahrten von Münstertal nach Freiburg (und umgekehrt) mit Fahrtrichtungswechsel seitdem direkt möglich sind.

### Empfangsgebäude
Das ehemalige Empfangsgebäude war ein zweistöckiger Massivbau mit eingeschossigem Anbau. Das heutige Empfangsgebäude wurde 1977 errichtet.

## Geschichte
Der Bahnhof, der an der Rheintalbahn liegt, wurde 1847 eröffnet. Die im Bahnhof abzweigende Nebenbahn nach Sulzburg wurde am 20. Dezember 1894 eröffnet. Betreiber war zunächst Vering & Waechter, am 31. März 1899 dann die Deutsche Eisenbahn-Betriebsgesellschaft (DEBG). Am 1. Mai 1916 erhielt diese Strecke einen Streckenast nach Münstertal. Seit 1963 ist die Südwestdeutsche Verkehrs-Aktiengesellschaft (SWEG) für den Betrieb auf dieser Stichstrecke zuständig.
1955 wurde die Rheintalbahn und damit auch der Bahnhof elektrifiziert. Der Schienenverkehr nach Sulzburg wurde 1973 eingestellt, nachdem der Personenverkehr schon 1969 auf Busse umgestellt worden war. Die Strecke nach Münstertal wurde 2013 ausgebaut und elektrifiziert.
Bad Krozingen war bis Ende der 1980er Jahre regelmäßiger Halt von Schnellzügen. So verkehrten beispielsweise im Fahrplanjahr 1987 zwei Zugpaare der Relation Freiburg–Schaffhausen–München und ein Zugpaar der Relation Basel–Saarbrücken. Ferner bestand jeweils eine Verbindung nach Ludwigshafen und Offenburg.

## Anbindung
| Linie                    | Verlauf | Takt                                                                                             | Betreiber | Fahrzeuge           |
| ------------------------ | --- | ------------------------------------------------------------------------------------------------ | --------- | ------------------- |
| RE 7                     | (Karlsruhe –) Offenburg – Lahr (Schwarzw) – Emmendingen – Freiburg – Bad Krozingen – Müllheim (Baden) – Weil am Rhein – Basel Bad Bf (– Basel SBB) | 60 min                                                                                           | DB Regio  | Siemens Desiro HC   |
| RB27                     | (Basel Bad Bf – Weil am Rhein – Haltingen – Eimeldingen – Efringen-Kirchen – Istein – Kleinkems – Rheinweiler – Bad Bellingen – Schliengen – Auggen) (außer vormittags) / Neuenburg (Baden) – Müllheim (Baden) – Buggingen – Heitersheim – Bad Krozingen – Norsingen – Schallstadt – Ebringen – Freiburg-Sankt Georgen – Freiburg (Breisgau) Hbf (– Denzlingen – Emmendingen) (einzelne Züge in Tagesrandlage) Stand: Fahrplanwechsel Dezember 2022 | 60 min                                                                                           | DB Regio  | Siemens Mireo       |
| S3                       | (Freiburg (Breisgau) Hbf –) (ein Zugpaar sonn-/feiertags) Bad Krozingen – Bad Krozingen Ost – Oberkrozingen – Staufen – Staufen Süd – Etzenbach – Dietzelbach – Hof (Münstertal) – Münstertal (Schwarzwald) Stand: Fahrplanwechsel Dezember 2022 | 60 min 30 min (Bad Krozingen–Staufen Süd werktags) 30/60 min (Staufen Süd–Münstertal wochentags) | SWEG      | Bombardier Talent 3 |
| Stand: 15. Dezember 2024 | |                                                                                                  |           |                     |

Der Bahnhof wird von mehreren Buslinien angefahren.
Darüber hinaus bestehen zwei Stationen des Fahrradverleihsystems Frelo, eine auf der Seite des Kurparks und eine in der Innenstadt. Weitere Stationen sollen in den Ortschaften und Umlandgemeinden entstehen und so eine bessere Anbindung gewährleisten.